# Tabanove, Holovanivsk
Tabanove (în ucraineană Табанове) este un sat în comuna Lebedînka din raionul Holovanivsk, regiunea Kirovohrad, Ucraina.

## Demografie
Componența lingvistică a localității Tabanove
     Ucraineană (99,18%)
     Alte limbi (0,82%)
Conform recensământului din 2001, majoritatea populației localității Tabanove era vorbitoare de ucraineană (99,18%), existând în minoritate și vorbitori de alte limbi.